# Burg Kawelecht
Burg Kawelecht (estnisch Kavilda vasallilinnus) war eine Vasallenburg, deren geringe Überreste sich heute im Landkreis Tartu in der heutigen Gemeinde Elva in Estland befinden.
Nach Beendigung der Bauarbeiten waren die gleichen Baumeister bei dem Bau der in der Nähe stehenden Kirche von Kawelecht (Puhja) eingestellt worden, von  der man weiß, dass sie in der Zeit von 1495 bis 1499 errichtet worden ist.
Die Burg wurde während des Livländischen Kriegs im Sommer 1558 unter dem Kommando von Gotthard Kettler zerstört. Nach dem Krieg gehörten die Gebiete der Diözese Dorpat jedoch zu Polen, bis 1625 unter der Herrschaft des schwedischen Königs die Gebiete Konguta und Kavilda zunächst an Lars Eriksson Sparre und später an Lars Claesson Fleming kamen.

## Bauwerk
Die Niederungsburg war eine Burg des Kastelltyps, wo neben den Wirtschaftsgebäuden ein zum Wohnen bestimmtes turmartiges Wohnhaus errichtet war, wie Gebäude dieser Art besonders in der Vasallenburgengruppe von Nordestland aufgetreten sind. Die Zeit des Ausbaus der Burg in Stein ist nicht näher bekannt. Erhalten sind eineinhalb Stockwerke, die hauptsächlich unter der Erde liegen.